# آلیسون سویینی
 آلیسون سویینی (انگلیسی: Alison Sweeney؛ زادهٔ ۱۹ سپتامبر ۱۹۷۶) یک هنرپیشه اهل ایالات متحده آمریکا است. وی از سال ۱۹۸۱ میلادی تاکنون مشغول فعالیت بوده‌است.